# Erwin Theodor Döbner
Erwin Theodor Döbner (* 23. August 1839 in Meiningen; † 15. August 1892 ebenda) war ein deutscher Architekt und Baubeamter, der als Hofbaurat von Sachsen-Meiningen wirkte.
Döbner wurde als Sohn des bekannten Architekten August Wilhelm Döbner in Meiningen geboren. Sein Abitur absolvierte er am Realgymnasium Meiningen. Er studierte von 1857 bis 1860 in Berlin und schloss das folgende Referendariat 1867 mit der Staatsprüfung zum Regierungsbaumeister (Assessor) ab. Anschließend war er in Berlin und Stettin überwiegend an Eisenbahnprojekten beteiligt. Ab 1871 war er in seiner Heimatstadt Meiningen tätig.

## Werk

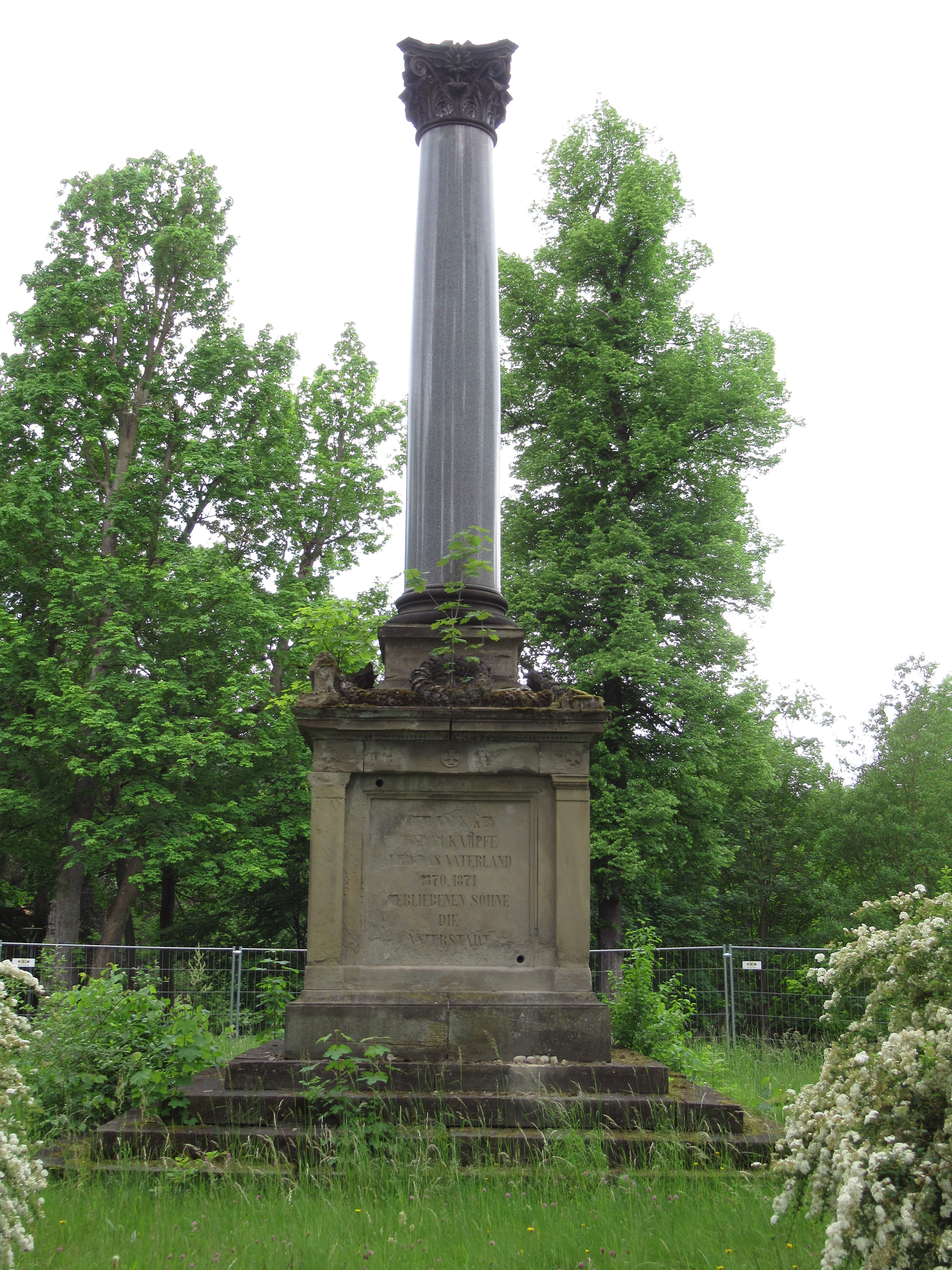
Denkmal für gefallene Soldaten 1870–71, Englischer Garten/Meiningen

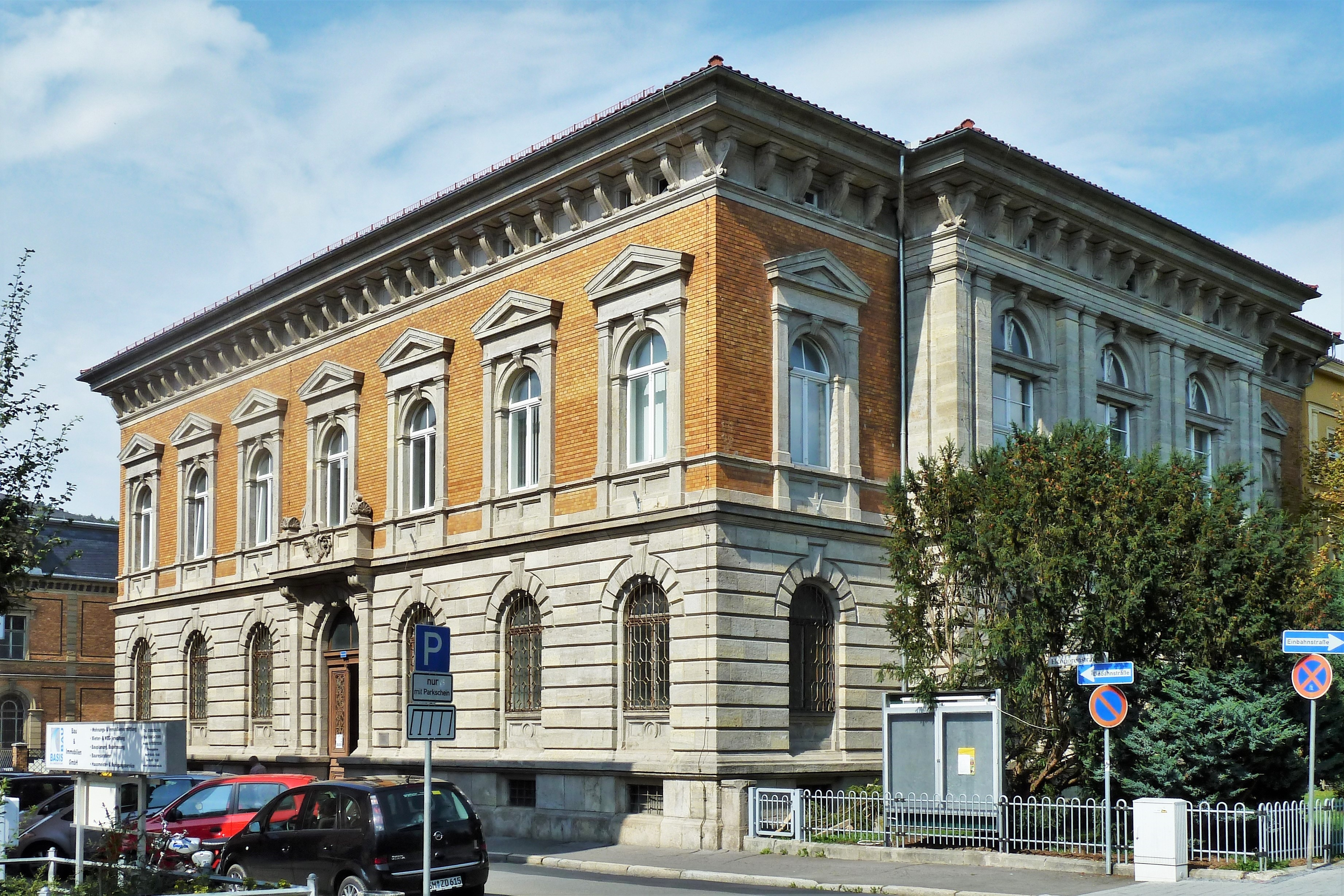
Landtagsgebäude in Meiningen

Die Bauten Döbners gehören stilistisch überwiegend dem Historismus an. Neben zahlreichen Stadtvillen in Meiningen schuf er folgende Bauwerke:
- 1874–1883: Um- und Ausbau der Veste Heldburg
- 1875: eigenes Wohnhaus in Meiningen (unter Denkmalschutz)
- 1878: Siegessäule und Denkmal für die Meininger Gefallenen des Deutsch-Französischen Krieges 1870/1871 im Englischen Garten von Meiningen
- 1880/1881: Landtagsgebäude in Meiningen
- 1882: Schutzhaus auf dem Dolmar
- 1884/1885: Friedhofskapelle auf dem Parkfriedhof Meiningen (1945 zerstört)